# Enzo Minarelli
Enzo Minarelli   (Venècia, 1951) és un poeta, artista, rapsode, actor i escriptor italià que viu i treballa a Cento. És el creador del terme «polipoesia» el 1980, que significa posar en escena molts tipus de poemes diferents i també expressats de diverses maneres amb la utilització de recursos sonors i visuals.

## Trajectòria
Després de graduar-se en Psicolingüística a la Universitat de Venècia, a la dècada del 1970 va començar la seva tasca en l'àmbit del videoart i la literatura experimental.
El 1983 va començar a confeccionar l'arxiu «3ViTre dischi di polipoesia», dedicat a la història i el desenvolupament de la polipoesia. El 1987, Minarelli va redactar el Manifesto da Polipoesia, en què va intentar comprendre l'estat i els aspectes del desenvolupament de la poesia sonora internacional. Va preparar una secció tropical de poesia visual italiana a les revistes Dimensão (Brasil) i Visible Language (EUA). És autor de nombroses representacions, emeses tant per ràdios com per televisions internacionals. Actuacions destacades:
- Videolento (Roma - Milà - Ferrara, 1988),
- Videopoesia Internazionale (Colònia, 1989),
- Video writing (Alexandria, 1990),
- 1 Festival di Polipoesia (Bolonya, 1993),
- Strumenti a Voce (Bolonya, 1995),
- VideoSoundPoetry Festival (Bolonya, 1998)

La seva obra es recull en col·leccions públiques i privades de nombroses seus com:
- Museu da Imagem e do Som (São Paulo)
- ICC Intercommunication Center (Tòquio),
- The Sackner Archive of Concrete and Visual Poetry (Miami Beach)
- Getty Center for History and Art (Santa Monica)
- National Sound Archive British Library (Londres)
- Artpool (Budapest)

## Obra publicada
- Obscuritas Obscenitas (1979)
- Multipoesie Melogrammatiche (1981)
- Commediarcom (1983)
- El Poemméxico (1988)
- Poemi Cognomi (1988)
- Meccanografie (1991)
- La Voce Della Poesia, Vocoralità del Novecento (2008)